# Rusguniae
Rusguniae és un antic jaciment arqueològic, situat en la comuna d'El Marsa, a la wilaya d'Alger, a Algèria.

## Marc general
Rusguniae és al nord-est de la badia d'Alger, davant la ciutat d'Alger, l'antiga Icosium. L'emplaçament es troba entre les actuals Tamentfoust (antiga Laperouse) i Bordj-El-Bahri (Cap Matifou, diferent del cap epònim que tanca la badia d'Alger per l'est). Rusguniae era al llarg de la costa. Hui quasi no en queden restes visibles, pel saqueig de la majoria dels edificis antics i el creixement urbanístic del lloc i la regió circumdant.
A causa de la urbanització desenfrenada de les darreres dècades, que ha desfigurat totalment el paisatge natural, el millor és remetre's a la descripció que Berbrugger va fer-ne al començament de la invasió francesa, per a comprendre la geografia de la zona en el seu context històric. La Badia d'Alger i el Golf de Bengüt, on és Rusguniae, són dos semicercles que es toquen al Cap de Matifou, i delimiten un territori molt concret. La natura, en gran part verge a la primeria del segle xix, semblava aïllar aquesta regió de les circumdants. Només la tribu dels Haraoua (que donà nom a la ciutat homònima) vivia ací, conreant la terra entre els turons i la Mediterrània.

### Context històric i arqueològic
A la primeria del segle xx, en el seu Atles archéologique de l'Algérie, Stéphane Gsell enumerà les restes arqueològiques conegudes llavors. Hi figurava una estàtua de marbre d'una dona a prop dels estreps d'un pont sobre el Hamiz, així com un pont sobre el Bouira, afluent de l'altre. En el que sembla ser l'actual Ain el Beida (Zerzouria), a pocs quilòmetres de Rusguniae, Gsell informa d'una xarxa d'antics canals, restes d'edificis i una pedrera, considerada romana per Berbrugger. Hui només en resta la pedrera, identificada com a Maherzat.
Més a l'est, Gsell esmenta Djezair el Kodra (només l'actual Ain-Chorb, anc. Surcouf, a l'est d'Ain-Taya), un antic illot ara unit a terra pel enllotament, on Berbrugger havia identificat "ruïnes romanes prou extenses", de les quals no queda rastre ni sobre el terreny ni en la literatura. A prop d'una deu, Ain-Chrob o H'rob (traduït per 'Beu i fuig'), s'informà de restes antigues. Altres ruïnes de menor importància es van veure a Reghaïa, al costat de les restes d'un campament romà a l'Oued Boudaou. Més a l'oest, a prop de la desembocadura de l'Oued-el-Harrach, Gsell parlà de la possibilitat de les ruïnes de la ciutat de Saça, tot i que encara no s'han trobat. Finalment, a un quilòmetre d'El-Harrach, s'ha trobat una inscripció líbia que testifica la història antiga de l'àrea.

### Classificació del lloc
L'elecció de l'emplaçament de Rusguniae segurament obeeix a la seua privilegiada situació geogràfica, que oferia una protecció natural contra els vents i el convertien en un refugi segur per a la navegació marítima. Aquesta posició estratègica pot explicar per què l'emplaçament és tan semblant al d'Icosium, situat just enfront, a la Badia d'Alger, però exposat als vents del nord-oest i del nord-est per l'obertura de la badia.

### Selecció del lloc
Al gener de 2008, començà un procediment de classificació per al Bé cultural conegut com a "Antiga Rusguniae". El jaciment arqueològic, delimitat al nord per la carretera d'Aïn Taya, al sud pel barri d'Ondines, a l'est per la carretera d'Alger-platja i a l'oest pel camí de les Ruïnes núm. 2, tenia una zona de protecció ampliada a 200 m dels seus límits.

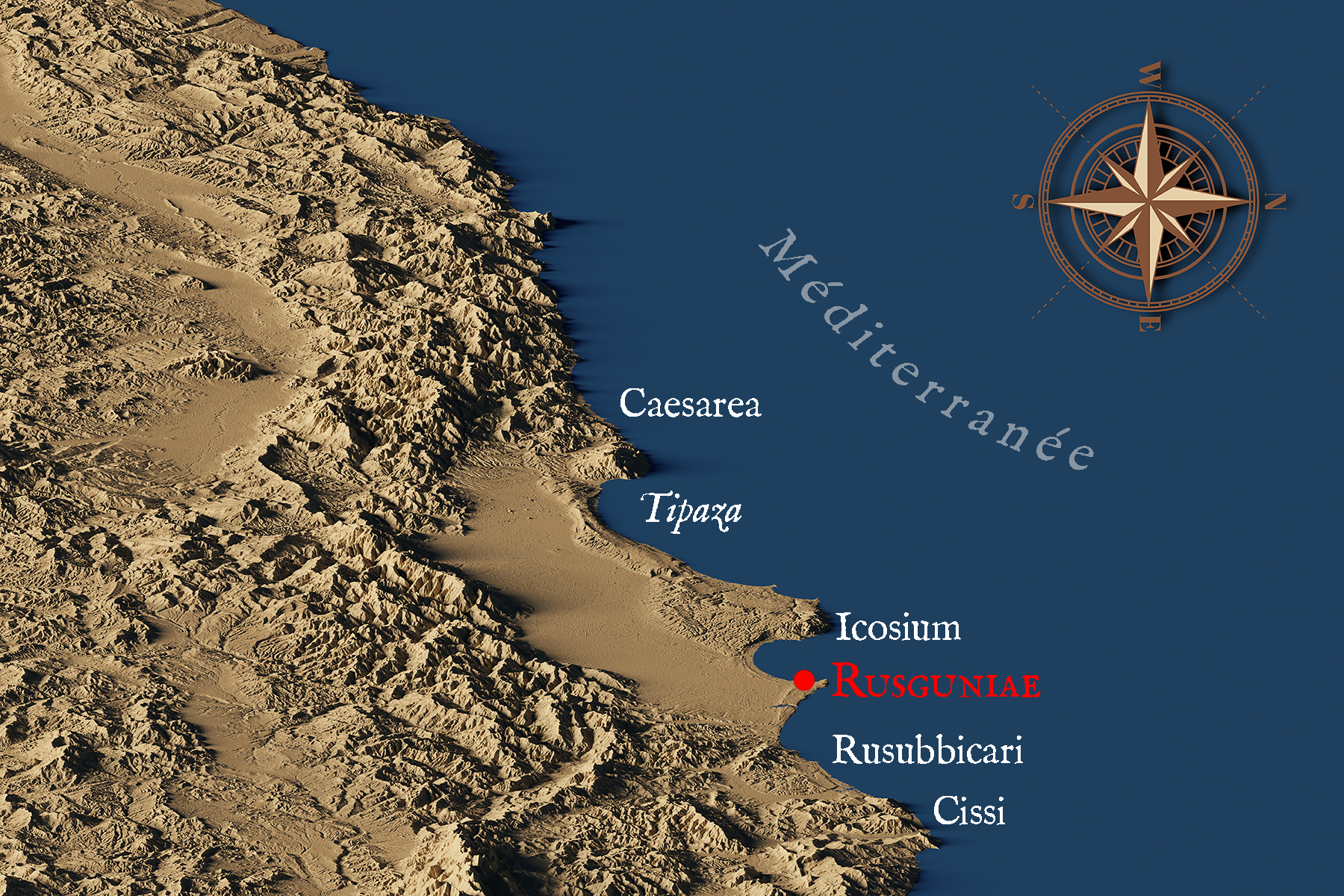
Vista est-oest de la costa algeriana mostrant la posició de Rusguniae (en roig)

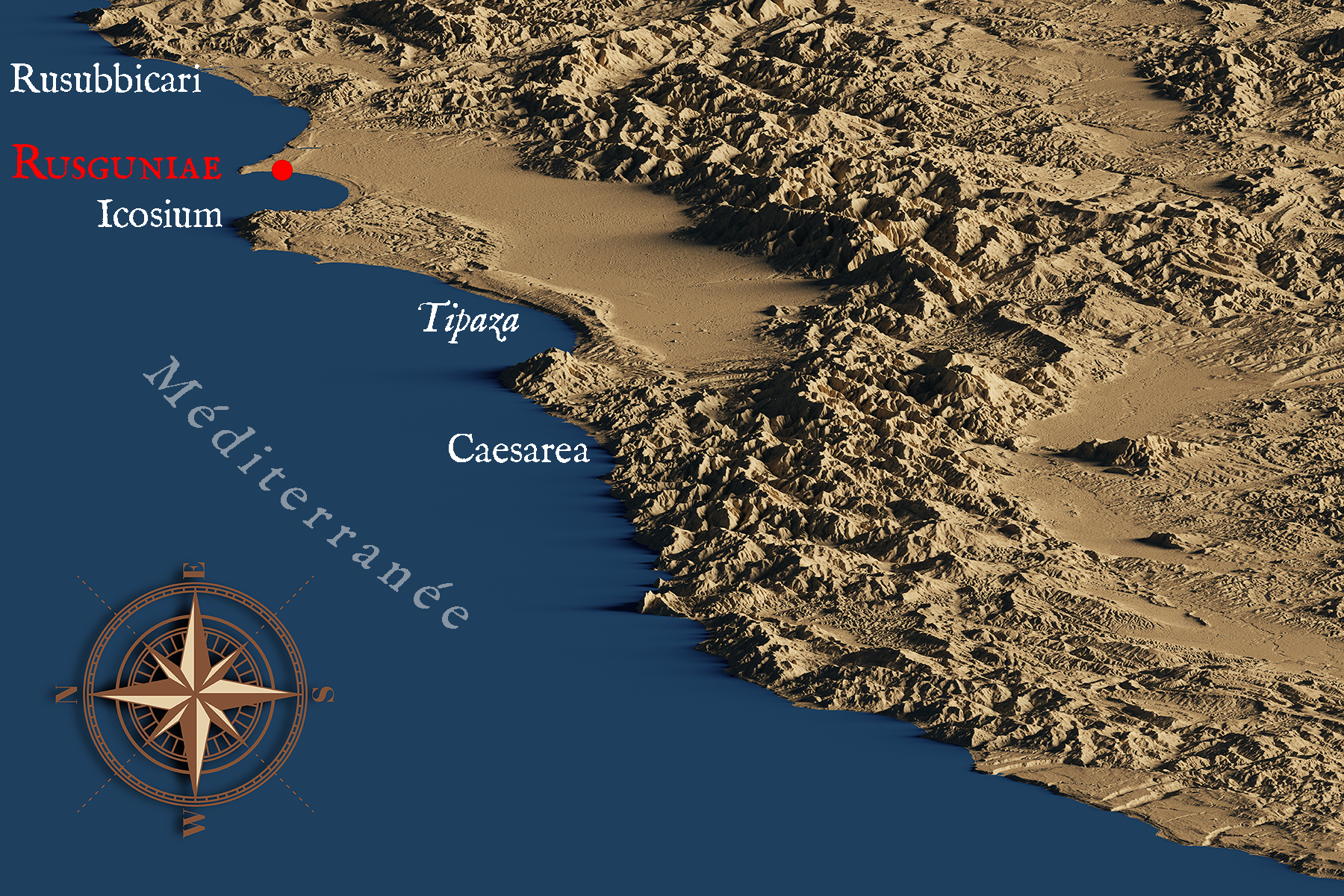
Vista oest-est de la costa algeriana mostrant la posició de Rusguniae (en roig)

## Història
L'àrea ha estat habitada des del Neolític, i s'hi han trobat artefactes de les indústries mosteriana i neolítica als penya-segats de Cap Matifou.
Rusguniae, situada al nord-est de la Badia d'Alger i seu de la base púnica de Tamentfoust, pren el nom de l'expressió cap de francolí. Berbrugger opina que l'origen del nom és una paraula amazic llatinitzada pels romans per a evocar el "cap del somni" o "cap dels dorments", per una interpretació autòctona dels dorments d'Efes. Mouloud Mammeri indica que Rusguniae es compon de dues arrels: una, la fenícia rus (capa), i l'altra, l'amazic agouni (penya-segat).
Salama assenyala que Rusguniae ja existia a la fi del segle IV abans de la nostra era, mentre que la fundació d'Icosium no pot datar-se abans del segle II ae. El procés de colonització romana de Rusguniae sembla indicar una competència, amb interessos continentals més que marítims. La Badia d'Alger s'obria a la plana de Mitidja i a la Vall del Cheif, més accessible des de Rusguniae que des d'Icosium. Això, amb l'estatus probablement més important d'Icosium, faria que triaren Rusguniae per a l'assentament romà, evitant així la competència directa.

### Època púnica
Lancel enumera Rusginiae com un dels llocs comercials fenicis que estaven "prou espaiats cada 30 o 40 km" al llarg de la costa algeriana". Era un dels punts de relleu essencials per a la navegació costanera al llarg del litoral nord de l'antic Magrib. L'imperi marítim de Cartago, però, no en va deixar ruïnes. Salama destaca, tanmateix, "l'excepcional abundància de fragments d'àmfores mixtes, datades d'entre el segle II ae i el segle VII, la qual cosa demostra que l'emplaçament costaner s'utilitzà de manera extensiva i contínua". A més a més, s'ha descobert a la zona un centenar d'esteles púniques i neopúniques.

### Època romana
Després de les guerres civils del final de la República, i com a resultat d'un interregne al Regne maurità, August seleccionà metòdicament una sèrie de posicions costaneres i subcosteres per a assentaments de veterans, punt de partida per a la futura annexió del territori. La colonització de Rusguniae per la legió IX Gemella fou l'any 27. La llista d'aquestes colònies, ja formulada en la documentació de Plini el Vell, és verificable en documents epigràfics. El més important relatiu a Rusguniae prové de tres fites col·locades a la segona milla de la calçada romana Rusguniae-Icosium, que transcriuen el títol complet de la ciutat: COL(onia) IUL(ia) PONTIF(?) CL(?) RUSG(uniae) IIIIV LEG(ionis). Plini el Vell, quan enumera les ciutats de la Mauritània cesariana, esmenta Rusguniae entre les colònies fundades per August.
Se sap que l'assentament va prosperar des del segle i fins a l'època romana d'Orient. En època romana, Rusguniae tenia un temple dedicat a Saturn, també conegut com el Baal Hammon romà. L'any 419, el seu bisbe, juntament amb els d'Icosium i Rusuccuru, representà la província de Cesarea de Mauretania en un concili realitzat a Cartago.
Segons autors antics, l'arruïnaren els vàndals o els gots, tot i no haver-hi proves que ho recolzen.

### Època medieval i moderna
Al segle xii, el geògraf àrab Al-Idrīsī descrigué les ruïnes de Rusguniae com "[…] una ciutat menuda i en ruïnes. Les muralles que l'encerclen estan quasi totalment enderrocades, la població és reduïda; es diu que en un altre temps era una ciutat molt gran i encara poden veure's les restes d'antics edificis, temples i columnes de pedra."
Durant l'expedició contra Alger a l'octubre del 1541, Carles V feu un consell de guerra entre les ruïnes de l'antiga Rusgunia. Arran d'aquesta expedició, Mármol la descrigué com una antiga ciutat en l'esplendor de l'època romana, al port de la qual ancoraren els vaixells d'Alger. L'autor explica que les ruïnes se'n reutilitzaren en la construcció d'Alger. Una crònica espanyola d'aquella època parla de cases antigues, temples i aqüeductes nombrosos, grans i bells, i això sembla poc probable en comparança amb altres descripcions de llavors. Shaw descrigué les seues ruïnes el 1757 i va assenyalar que les restes havien estat saquejades per a construir Alger.
La proximitat d'Alger, on el creixement urbà va augmentar considerablement durant el període otomà (i més encara després de la invasió francesa), assestà un cop fatal a aquesta antiga ciutat. Va ser utilitzada com a pedrera durant molts segles i, ara, els edificis moderns l'han coberta parcialment.

## Arqueologia

### Descripció de Berbrugger (1837)
En la seua descripció dels primers temps de la colonització francesa, Louis Adrien Berbrugger remarca la importància històrica de Matifou, inclosa Rusgúnia, de la qual es diu que conté notables proves arqueològiques, com ara inscripcions en llatí i restes d'edificis. En un altre lloc, Berbugger descriu restes d'edificis que en el seu moment envoltaven la ciutat romana de Rusgunia, com els panys i les trinxeres de la muralla. També es veien les restes d'un aqüeducte i d'una torre d'aigua. Contra les seues expectatives, les restes no tenen pas impressionants fileres d'arcades, sinó un simple conducte de ciment, a voltes cobert amb teules grosses.

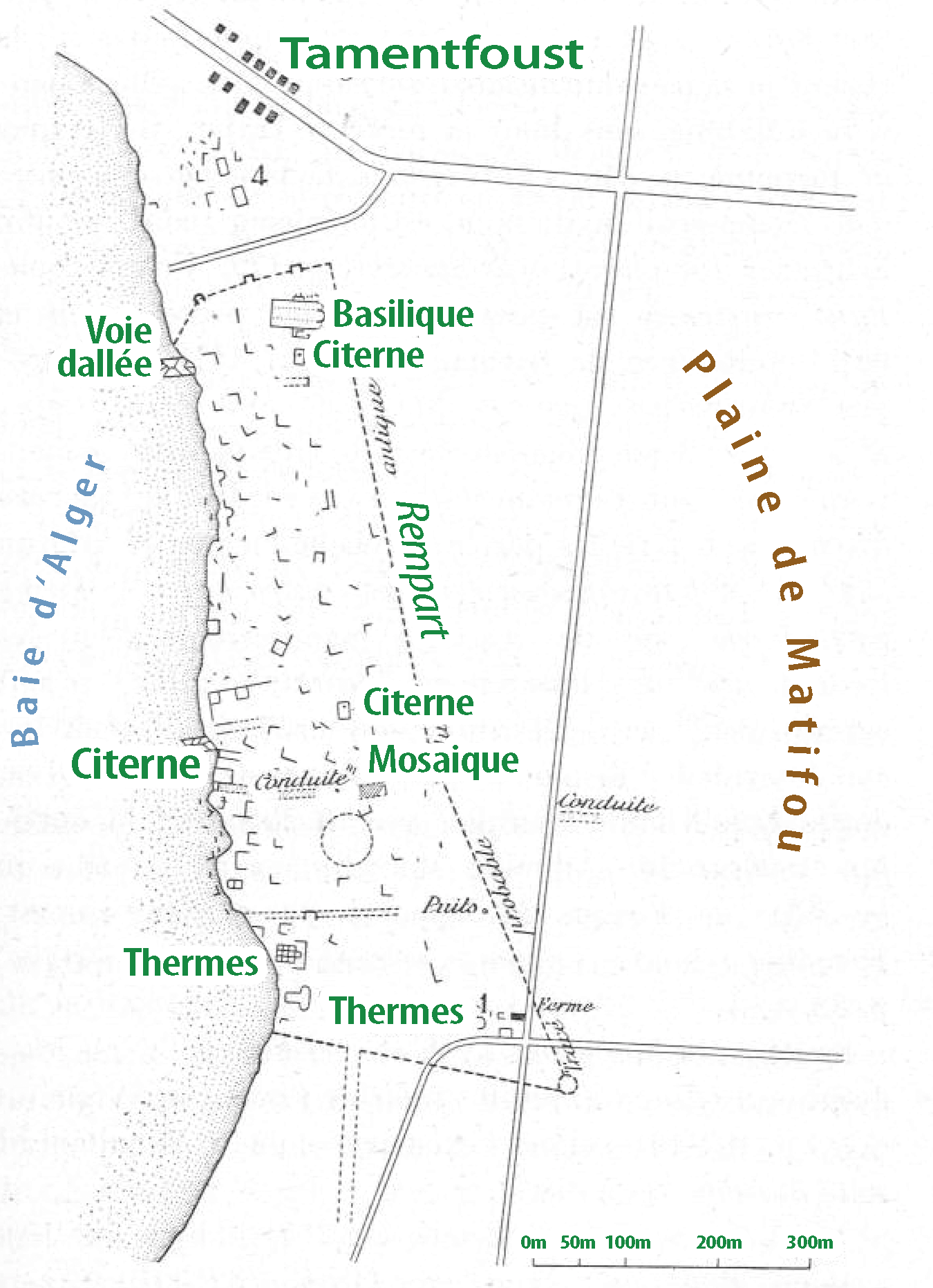
Mapa de Rusguniae, adaptat de Chardon

### Les excavacions de Chardon (1899-1900)
Les excavacions fetes per Chardon (1899-1900) donaren una visió de la ciutat romana de Rusguniae que la posterior destrucció del jaciment ja no permet, comparant el seu mapa del jaciment adjunt. Malgrat les pèrdues per l'erosió marítima, les restes contenien una basílica, termes i moltes tombes, i això testimonia la seua importància crucial en el teixit urbà de l'època romana del nord d'Àfrica. Fundada en una zona costanera que oferia un ancoratge estratègic, Rusguniae il·lustra el valor estratègic d'aquesta àrea, malgrat les dificultats geogràfiques. Tot i que parcialment submergida per la mar i afectada per terratrèmols, en l'època de les excavacions la ciutat conservava restes notables, una realitat que contrasta amb el seu estat actual.
Orientada d'oest a est, l'arquitectura de la basílica era relativament senzilla, amb murs de maçoneria de blocs i pedra llaurada als cantons. Les seues dimensions eren: 34,80 m de llarg i 20 m d'ample, amb un gruix mitjà de 0,65 m. Composta de tres naus, l'església va patir alteracions al llarg del temps, en particular durant la renovació sota domini bizantí, supervisada per un tal Mauricius. L'absis, elevat 0,95 m, tenia forma semicircular i estava flanquejat per dues sagristies. Les restes d'escales suggereixen l'accés a l'absis des de tots dos costats de l'edifici. La volta, molt danyada, va mostrar un interessant procés de construcció, en què s'empraren grans tenalles farcides de pedres, grans còdols i morter.
Els diferents canvis arquitectònics reflectiren dues fases de construcció, la primera feta per una mà d'obra més meticulosa, seguida d'una segona marcada per mètodes més rudimentaris, segurament com a resultat de les "invasions bàrbares i guerres civils" que afectaren l'àrea. La restauració de la basílica per Maurici implicà l'ús de materials reciclats, en particular columnes i capitells d'edificis pagans anteriors.
La basílica reconstruïda tenia cinc naus, amb columnes reduïdes per a adaptar-se a la nova configuració. Els pilars massissos, els capitells elaborats i una gran varietat d'elements arquitectònics testimoniaven la riquesa dels materials emprats. Els fragments d'esteles d'ofrenes i inscripcions donaven una visió de la vida quotidiana i espiritual de la comunitat que la freqüentava.
Les excavacions també tragueren a la llum elements estructurals com ara portes, escales, nínxols i contraforts, i això indicava un ús complex de l'espai al voltant de la basílica. Malgrat els danys soferts durant segles, el conjunt arquitectònic oferia una fascinant finestra a l'evolució de l'arquitectura cristiana del nord d'Àfrica.
Les perforacions del subsòl mostren que la basílica es construí damunt les restes d'un altre edifici cristià del segle IV, i això la converteix en un dels llocs de culte més antics d'Àfrica, segons Chardon.

#### Enterraments
Chardon descobrí tombes a les naus laterals de la basílica. A la dreta, a prop del diaconicum, aparegué la tomba d'un tal Mauricius, segurament un oficial d'alt rang i potser governador militar de Rusguniae. La tomba, que es va obrir durant les excavacions, tenia dues fileres de carreus coberts per quatre grans lloses. A dins, l'arrebossat de morter tancava un esquelet complet. Una forta olor de substàncies aromàtiques mostrava que el cos havia estat embalsamat, tot i que aquesta pràctica era poc freqüent entre els cristians. A prop del crani hi havia un flasconet de cristall amb un dipòsit marró d'oli sagrat procedent de la tomba d'un màrtir. No es va trobar pas cap rastre de taüt.
Més a baix, al mateix costat, hi havia altres dues tombes, una marcada amb una senzilla creu de cubs de colors incrustats en ciment. Les pedres d'aquesta volta s'havien esfondrat, però de l'entrada recuperaren claus de coure i ferro i bocins d'un taüt de fusta. Seguint el costum cristià, els morts se soterraven amb el cap mirant cap a l'est, i els epitafis es llegien des del mateix costat. A la nau lateral esquerra aparegueren altres tres tombes. En la primera, davant la porta que duia al baptisteri, jeia un bisbe. La inscripció era feta amb cubs blancs i negres col·locats en el ciment fresc, sense cap mosaic que els unís.

#### Termes
Després de l'ensulsiada del penya-segat, la part central de les termes de Rusguniae quedà al descobert, mostrant estructures de les antigues termes. Se n'havien conservat els hipocausts i el deambulatori, testimonis de l'avançat disseny romà de les termes. També hi havia una sala pavimentada amb fins mosaics, i llums de terracota decorats amb ocells i genets, un dels quals duia el monograma d'un fabricant.
A prop del penya-segat, una zona pavimentada amb mosaics i un canal de drenatge d'aigua demostraven la sofisticació de la infraestructura hidràulica. Els murs de les termes, fets amb grans blocs de maçoneria i reforçats amb capes de rajola roja, donaven testimoniatge de l'antiguitat en comparança amb altres estructures circumdants. Malgrat els danys causats pel temps, una part de les termes encara era intacta, la qual cosa obri la perspectiva de noves troballes.

### Mosaics
Desmuntaren l'església al gener de 1900, amb presses per reclamar ràpidament la propietat científica per part de Chardon. L'excavació de les tombes, sense la deguda cura dels mosaics que n'hi havia al damunt, els va deteriorar. Disposem, però, d'un registre dels mosaics, que Noël reprodueix.
El principal quadre, ara exposat al Museu d'Alger, té unes imposants dimensions de 2,90 m x 2,30 m. Titulat oficialment "El Bon Pastor munyint les ovelles", es troba en mal estat, sobretot en les zones de major interés iconogràfic: els contorns i el vestit del pastor semblen estar complets en general. A la part inferior del quadre, dos carners enfrontats, separats per un roser en flor, estan encara complets. Algunes parts, però, com la cabana de la part superior esquerra, han quedat reduïdes a taques fosques, i elements com el pastor que duu un xai a coll estan molt danyats, només amb parts fragmentàries. Fins i tot l'ovella que està sent munyida per un altre pastor està incompleta.
Un altre plafó, conservat al Louvre, mostra un carner tombat i una ovella acompanyada d'un xai. Tot i que les descripcions precises són estranyes, aquest panell també sembla haver sofert danys, sobretot en la representació espacial dels animals. Altres tres petits panells devien formar part del mateix conjunt, malgrat que la destinació final continua sent-ne incerta. Altres fragments del mosaic es troben dispersos, alguns van romandre a Algèria mentre que altres els exiliaren a l'estat francés. Aquests fragments presenten ovelles, peixos i potser fins i tot elements fronterers. El seu estat actual, però, i la seua ubicació precisa continuen sent difícils de determinar.

## Tresor numismàtic
A l'agost del 1943, un grup de soldats estatunidencs, en el marc de l'Operació Torxa, realitzaren moviments de terra a la platja. L'excavadora trobà un petit monticle de terra al llarg de la platja, i deixà al descobert una urna o atuell de fang en què hi havia monedes romanes.
Aquest tresor, adquirit el 1946 per la Societat Numismàtica Americana, conté cent trenta sestercis, d'un període d'uns cent cinquanta anys. Seixanta-quatre d'aquestes monedes daten dels regnats de Nerva a Còmmode, des del final del segle I al final del segle II, mentre que els seixanta-sis sestercis restants pertanyen al segle III, de Septimi Sever a Trulia Soaemias.
Quant al període en què se soterrà el tresor, el darrer emperador representat era Trajà Deci, que va regnar des de la tardor del 249 fins a mitjan 251. Només hi ha dues monedes de Deci en el tresor. Això indica que el tresor s'enterrà abans que el seu propietari en pogués adquirir un gran nombre de monedes, i que Deci encara era en el poder en el moment de l'enterrament. Segurament, doncs, s'enterraria l'any 250.
Segurament el tresor se soterraria per la persecució dels cristians sota el regnat de Deci, entre gener i juliol del 250, o fins i tot en els mesos posteriors.